# Eugène Gaillard
Eugène Gaillard (* 31. Januar 1862 in Paris; † 1933 ebenda) war ein französischer Architekt und Designer.
Der gelernte Jurist war der Bruder des Goldschmieds und Juweliers Lucien Gaillard, mit dem er öfter verwechselt wird, und arbeitete vor seiner Karriere als Designer zehn Jahre lang als Bildhauer. Durch seinen Beitrag für den Pavillon des Kunsthändlers Siegfried Bing auf der Pariser Weltausstellung von 1900 wurde er einer der bedeutendsten französischen Art Nouveau-Künstler für Interieurs. Der Mitbegründer der Société des artistes décorateurs erläuterte seine Arbeitsweise 1906 in seinem Aufsatz À propos du Mobilier.